# Lợi Châu
Lợi Châu (chữ Hán giản thể: 利州区, Hán Việt: Lợi Châu khu) là một quận thuộc địa cấp thị Quảng Nguyên, tỉnh Tứ Xuyên, Cộng hòa Nhân dân Trung Hoa. Quận này có diện tích 1482 km2, dân số năm 2002 là 460.000 người. Tên cũ của Lợi Châu là Thị Trung, ngày 13 tháng 3 năm 2007 thì đổi thành Lợi Châu.
Quận Lợi Châu được chia thành 3 nhai đạo: Đông Bá, Gia Lăng, Hà Tây; 7 trấn: Công Nông, Tam Đôi, Bảo Luân, Đại Thạch, Vinh Sơn, Bàn Long, Xích Hoá; 3 hương: Long Đàm, Bạch Triều, Kim Động.